# Benna (Piemont)
Benna (piemontiul: Bënna) település Olaszországban, Piemont régióban, Biella megyében. Lakosainak száma 1133 fő (2023. január 1.). Benna Candelo, Cossato, Massazza, Mottalciata és Verrone községekkel határos.

## Népesség
A település népessége az elmúlt években az alábbi módon változott:
| Lakosok száma | 1163 | 1174 | 1133 |
|               | 2017 | 2018 | 2023 |